# Leveillula
Leveillula är ett släkte av svampar. Leveillula ingår i familjen Erysiphaceae, ordningen mjöldagg, klassen Leotiomycetes, divisionen sporsäcksvampar och riket svampar.
Arter enligt Catalogue of Life:
- Leveillula taurica
- Leveillula verbasci